# Діука південна
Діу́ка південна (Diuca diuca) — вид горобцеподібних птахів родини саякових (Thraupidae). Мешкає в Південній Америці. Це єдиний представник монотипового роду Діука (Diuca).

## Опис

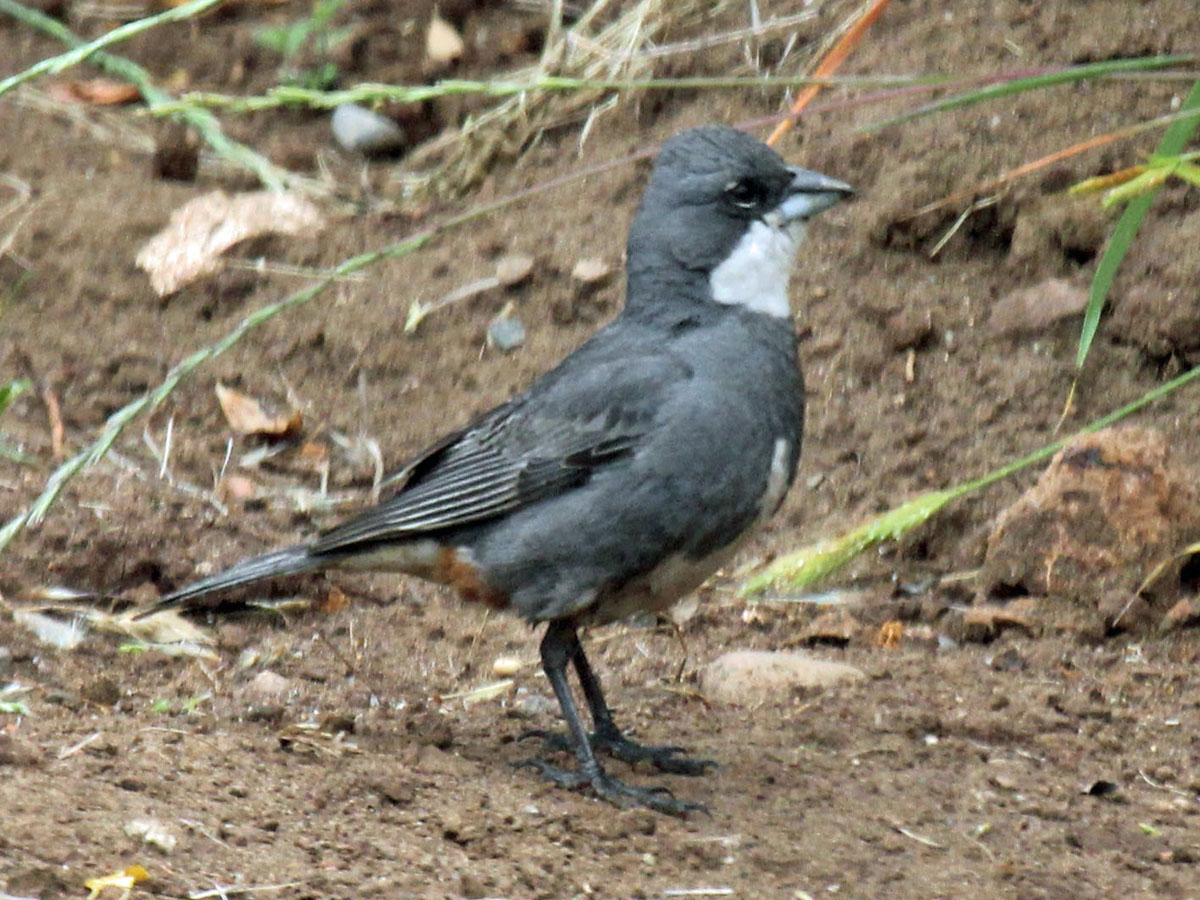
Південна діука

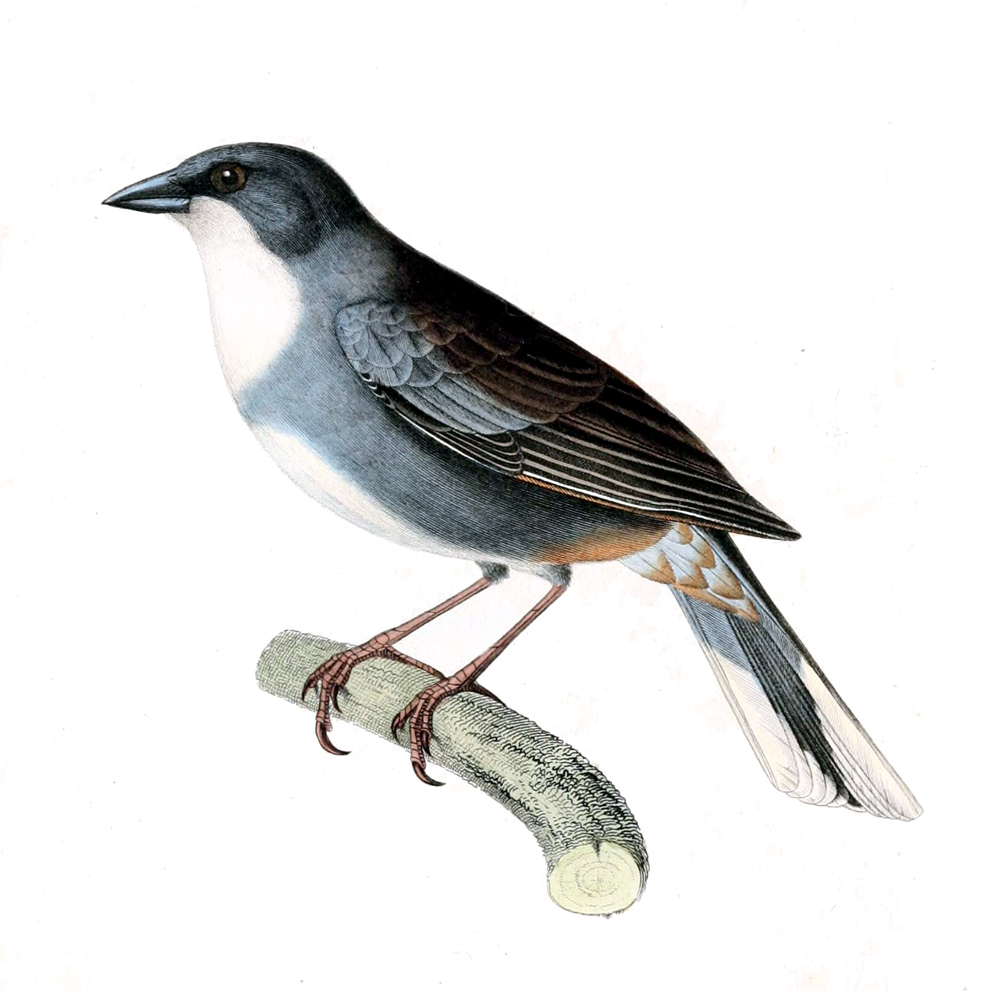
Південна діука (підвид D. d. chiloensis)

Довжина птаха становить 16-18 см, вага 31-41 г. Забарвлення переважно сіре, на горлі і животі великі білі плями, нижня частина живота коричнювата. Гузка біла, пера на ній мають коричневі края. Крила і хвіст чорнуваті, на кінці хвоста біла пляма. Дзьоб чорнуватий, біля основи сизий. Лапи сірувато-коричневі або чорнуваті. Очі карі. Самиці і представники південних популяцій є дещо більш коричнюватими.

## Підвиди
Виділяють чотири підвиди:
- D. d. crassirostris Hellmayr, 1932 — Анди на півночі Чилі, на північному заході Аргентини та на крайньому півдні Болівії;
- D. d. diuca (Molina, 1782) — центр Чилі, захід Аргентини;
- D. d. chiloensis Philippi Bañados & Peña, 1964 — острів Чілое;
- D. d. minor Bonaparte, 1850 —  центральна і південна Аргентина та південне Чилі.

## Поширення і екологія
Південні діуки поширені від північно-західної Аргентини, північного Чилі і південної Болівії до Магелланової протоки. Деякі патагонські популяції взимку мігрують на північ, до східної Аргентини, західного Уругвая і крайнього півдня Бразилії (Ріу-Гранді-ду-Сул). Також південні діуки були інтродуковані на острів Пасхи. 
Південні діуки живуть у різноманітних відкритих середовищах — в чагарникових заростях, садах, на полях, в степах і на луках. Зустрічаються переважно на висоті до 2000 м над рівнем моря, на північному заході Аргентини місцями на висоті до 3600 м над рівнем моря.

## Поведінка
Південні діуки зустрічаються парами або зграйками. Живляться ягодами, насінням і безхребетними, особливо під час гніздування. Сезон розмноження триває з кінця серпня до грудня. Гніздо робиться з трави і рослинних волокон, розміщується в чагарниках або на дереві. В кладці від 2 до 4 блідих, блакитнувато-зелених яєць, поцяткованих оливково-коричневими плямками, розміром 24×17 мм.